# Ratkovská Lehota
Ratkovská Lehota este o comună slovacă, aflată în districtul Rimavská Sobota din regiunea Banská Bystrica. Localitatea se află la altitudinea de 285 m deasupra n.m., se întinde pe o suprafață de 5,6 km2 și în 2017 număra 50 de locuitori.

## Istoric
Localitatea Ratkovská Lehota este atestată documentar din 1413.

## Demografie
| An:                | 1994 | 2004    | 2014    | 2024    |
| ------------------ | ---- | ------- | ------- | ------- |
| Număr de persoane: | 61   | 70      | 57      | 37      |
| Diferență:         |      | +14,75% | −18,57% | −35,08% |

| An:                | 2023 | 2024   |
| ------------------ | ---- | ------ |
| Număr de persoane: | 38   | 37     |
| Diferență:         |      | −2,63% |